# کوریجان (کبودرآهنگ)
کوریجان روستایی در بخش مرکزی شهرستان کبودراهنگ در استان همدان، ایران است.

## وجه‌تسمیه و پیشینه تاریخی
کوریجان از قدیم به صورت کوُروجان مسموع هنوز هم بزبان محلی همان کوُروجان صرف می‌گردد که اصطلاحی بسیار کهن حتی هرودوت نیز این واژه را به‌شکل اورتو کوریبانتی به صحراگردان اسکیت‌های‌اشکودا لقب داده‌است یعنی به صحراگردانی که کلاهی نوک تیز و بلند بر سر می‌گذاشتند. این جماعت در پایان قرن ششم و آغاز قرن پنجم پیش میلاد در حدود قلمرو امپراتوری ماد باقی ماندند.
اسکلت‌های دوقلوی انسانی مکشوف از ناحیه کوریجان علاوه بر نشان از آیین کهن صحراگردان که محتملا کنار مرد زن هم باید زنده‌بگور شود را عیان می‌نماید حاکی از عقاید غیره زرتشتی بودن نیز هست.

## فراورده‌ها
مهم‌ترین محصولات زراعی و باغی کوریجان عبارتند از: جو، چغندر قند، خربزه، خیار، سیب زمینی، پیاز، گندم، گوجه‌فرنگی، نخود، هندوانه، هویج، یونجه، اسپرس، انگور آبی، زردآلو، قیسی، سیب، گیلاس و آلبالو.

## فرهنگ و آداب و رسوم
این روستا از روستاهای تاریخی شهرستان کبودراهنگ بوده و در چند موضوع در منطقه شاخص می‌باشد:
- رسم عقد اخوت (پیمان برادری) که در گذشته در این روستا مرسوم بوده و مردم در روز عیدغدیر در مسجد روستا جمع می‌شدند و دو به دو با هم پیمان برادری می‌بستند
- تعزیه خوانی این روستا در شهرستان کبودراهنگ و سایر شهرستانها شهرت داشته و بیش از هزار نسخه تعزیه در این روستا وجود داشته‌است.
- موسیقی و رقص چوپی این روستا که مقام‌های که در این روستا در عروسی‌ها و جشن‌ها نواخته می‌شد شهرت بسیار داشته و نواهای مشقی اوچ ایلق هالای و… با ساز دهل نواخته می‌شد و جوانان دست به دست هم داده آرام و دلنشین چوپی[۳] می‌رفتند.

## نگارخانه

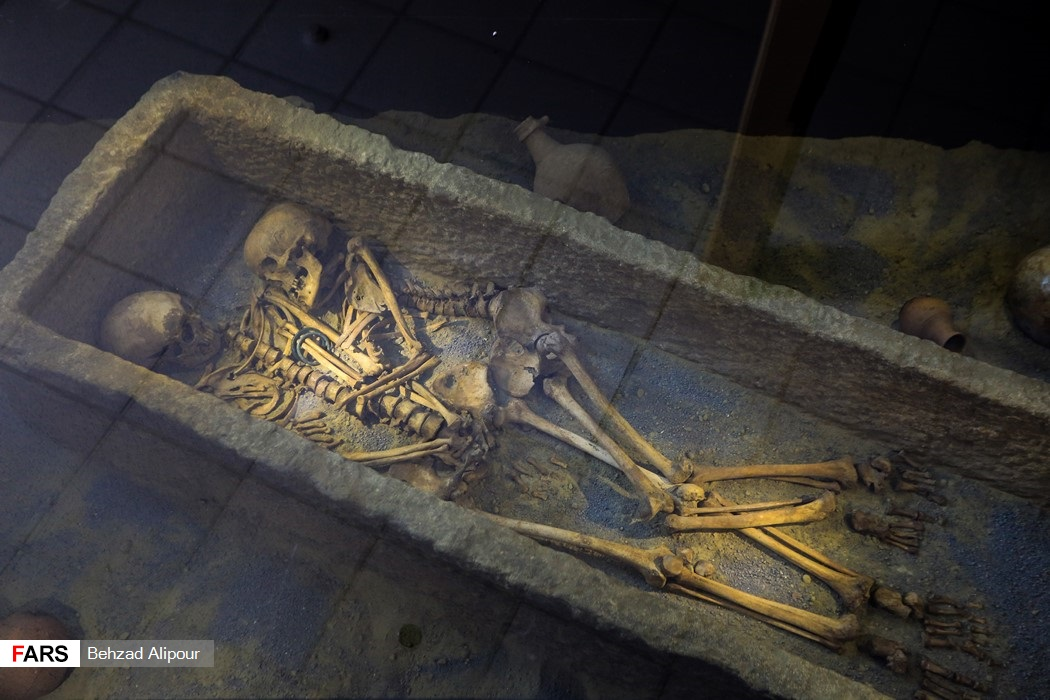
اسکلت زوج اشکانی محل نگهداری موزه هگمتانه
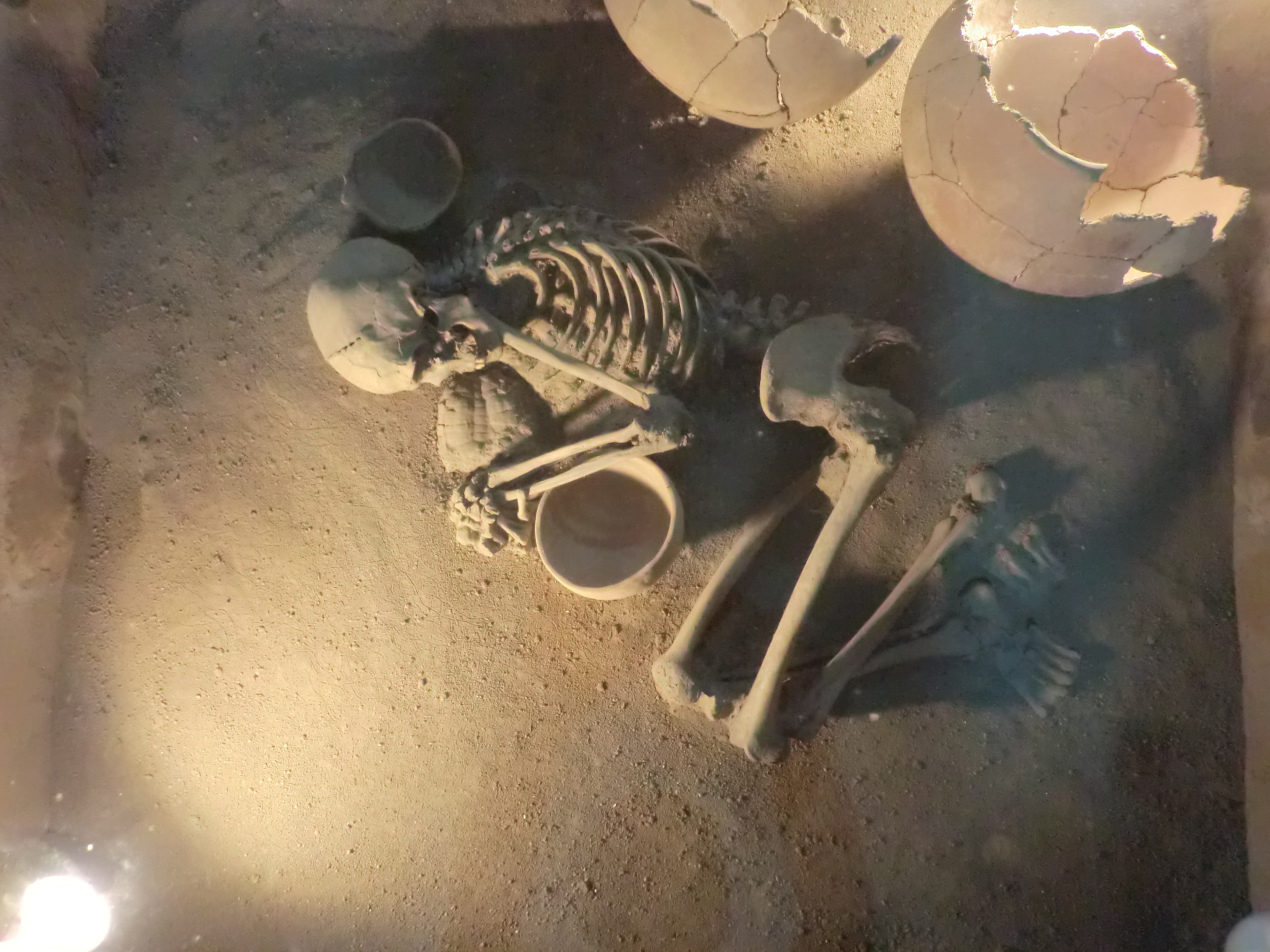
اسکلت ۳۲۰۰ ساله محل نگهداری موزه هگمتانه